# 95-Nasty
9.5. - N.A.S.T.Y. è il decimo singolo degli W.A.S.P..
Registrata nel 1986, la canzone è stata pubblicata per la prima volta nell'album Inside the Electric Circus dello stesso anno.

## Tracce
1. 9.5. - N.A.S.T.Y. 04:47
2. Easy living 03:10   (cover dagli Uriah Heep)
3. Flesh & fire 04:37

## Formazione
- Blackie Lawless - canto, chitarra
- Chris Holmes - chitarra
- Johnny Rod - basso
- Steve Riley - batteria